# Filoplume

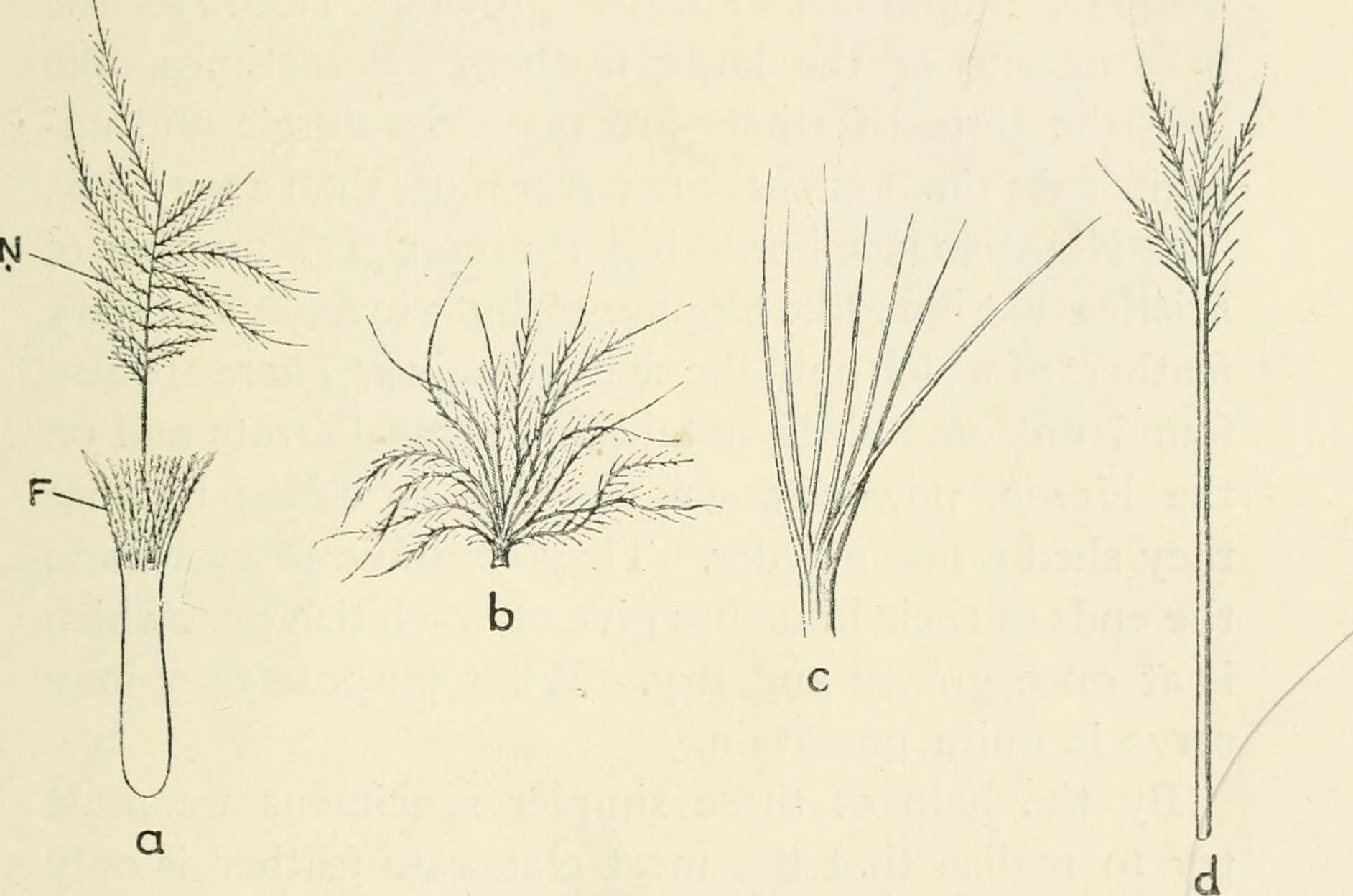
Exemples de filoplumes.

Les filoplumes sont des petites plumes (phanères) ressemblant à un poil très fin, constituées d'un rachis filiforme et terminées par quelques barbes en touffe. Le court calamus est issu d'un follicule très riche en terminaisons nerveuses. Elles sont mêlées aux autres plumes de contour auprès desquelles elles sont implantées ; elles aident vraisemblablement l'oiseau à mettre ses plumes en place lors de sa toilette.
Comme les plumes sétiformes, elles sont des récepteurs sensoriels chez les oiseaux comme les poils le sont pour les mammifères.

## Usage humain
Les filoplumes sont utilisées pour concevoir des mouches de pêche. Ce sont des plumes qui sont brûlées après qu'une volaille est plumée car il est autrement impossible de les retirer.